# Place de Malá Strana
La place de Malá Strana (en tchèque Malostranské náměstí) est la place principale du quartier de Malá Strana, à Prague. L'église Saint-Nicolas et le complexe adjacent divisent la place en deux : une partie supérieure (à l'ouest) et une partie inférieure (à l'est). De la place, la rue Mostecká mène au pont Charles, et la rue Tomášská mène à la place Wallenstein.

## Description
Sur cette place double se trouvent des édifices d'une grande importance architecturale. Sur la partie dite supérieure, on admire la Colonne de la Peste du XVIIIe siècle. On trouve aussi le palais Kaiserstein, le palais Smiřický et la maison "A la table en pierre", de style rococo. Le palais Liechtenstein, le palais Grömling, le palais Sternberg et l'ancien hôtel de ville de Mala Strana sont également remarquables.

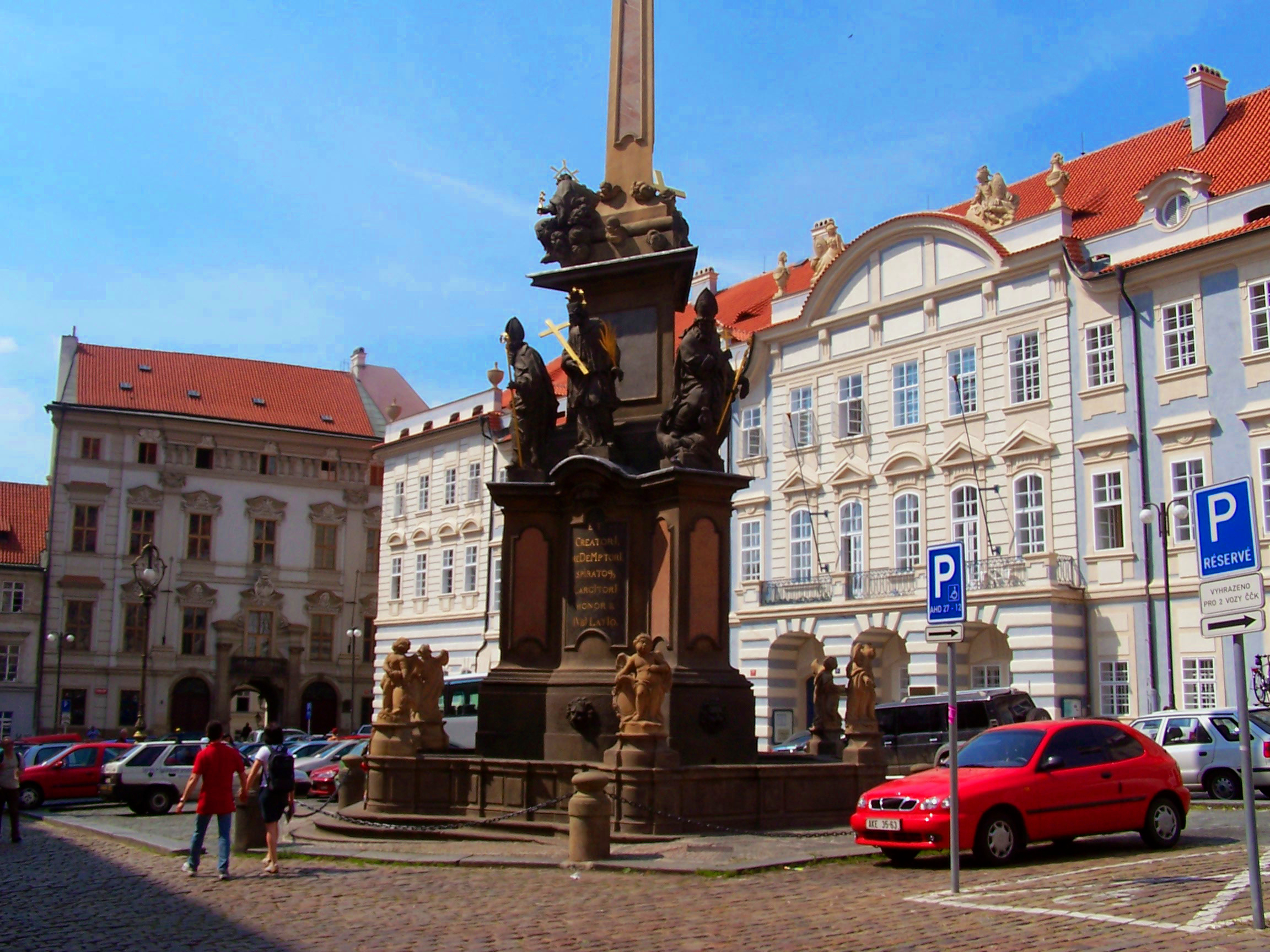
Colonne de la peste
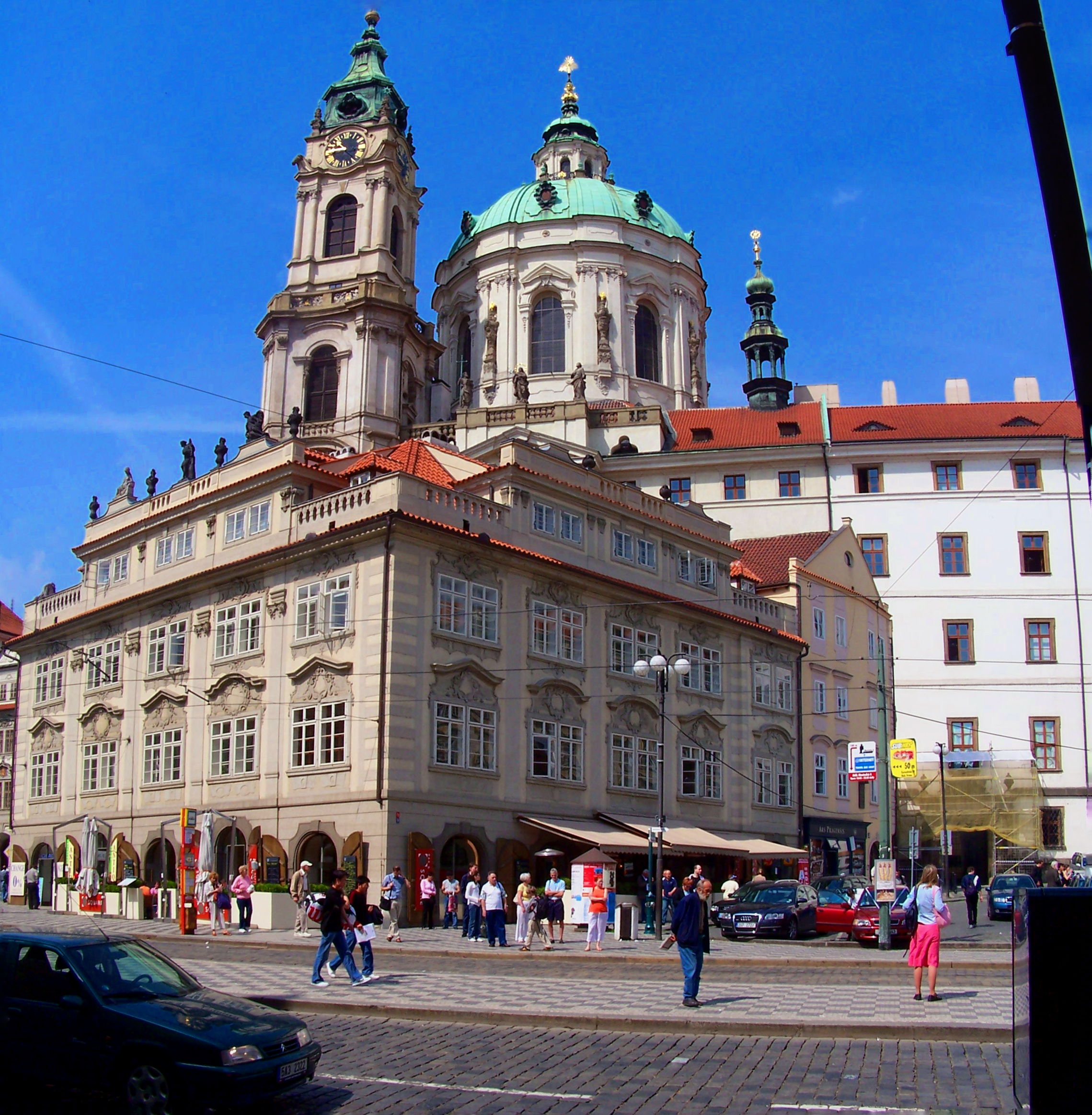
Palais Grömling
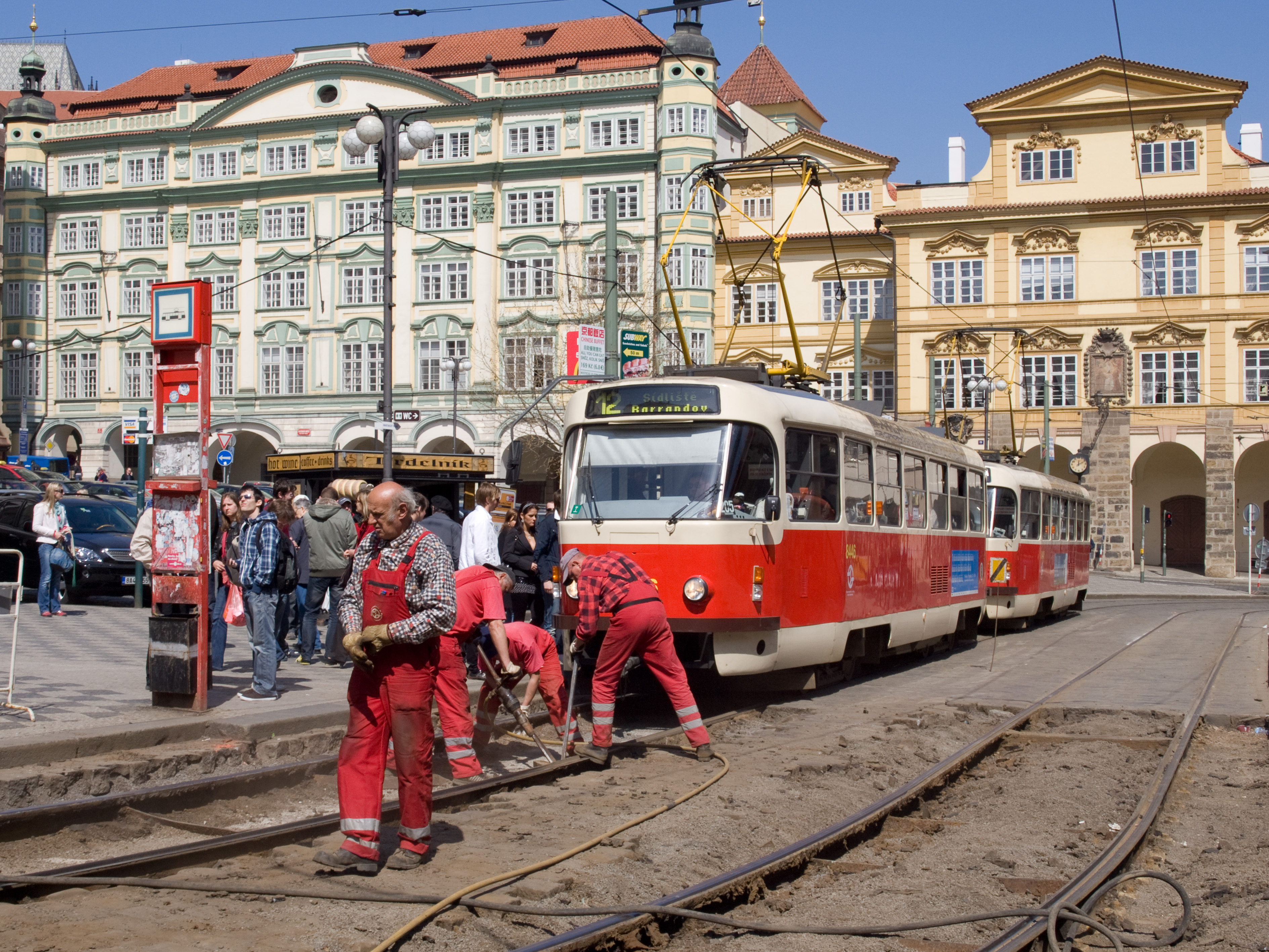
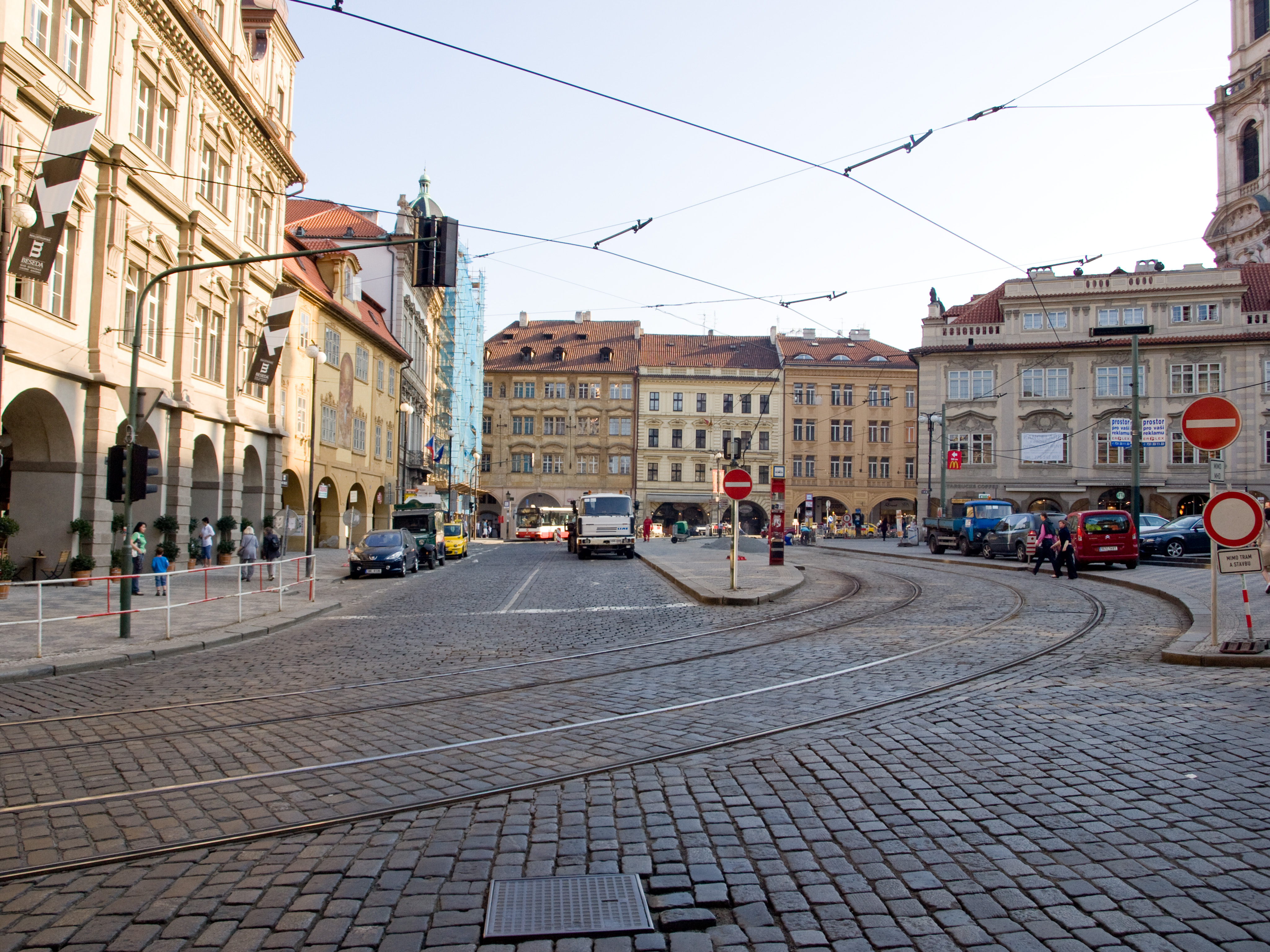
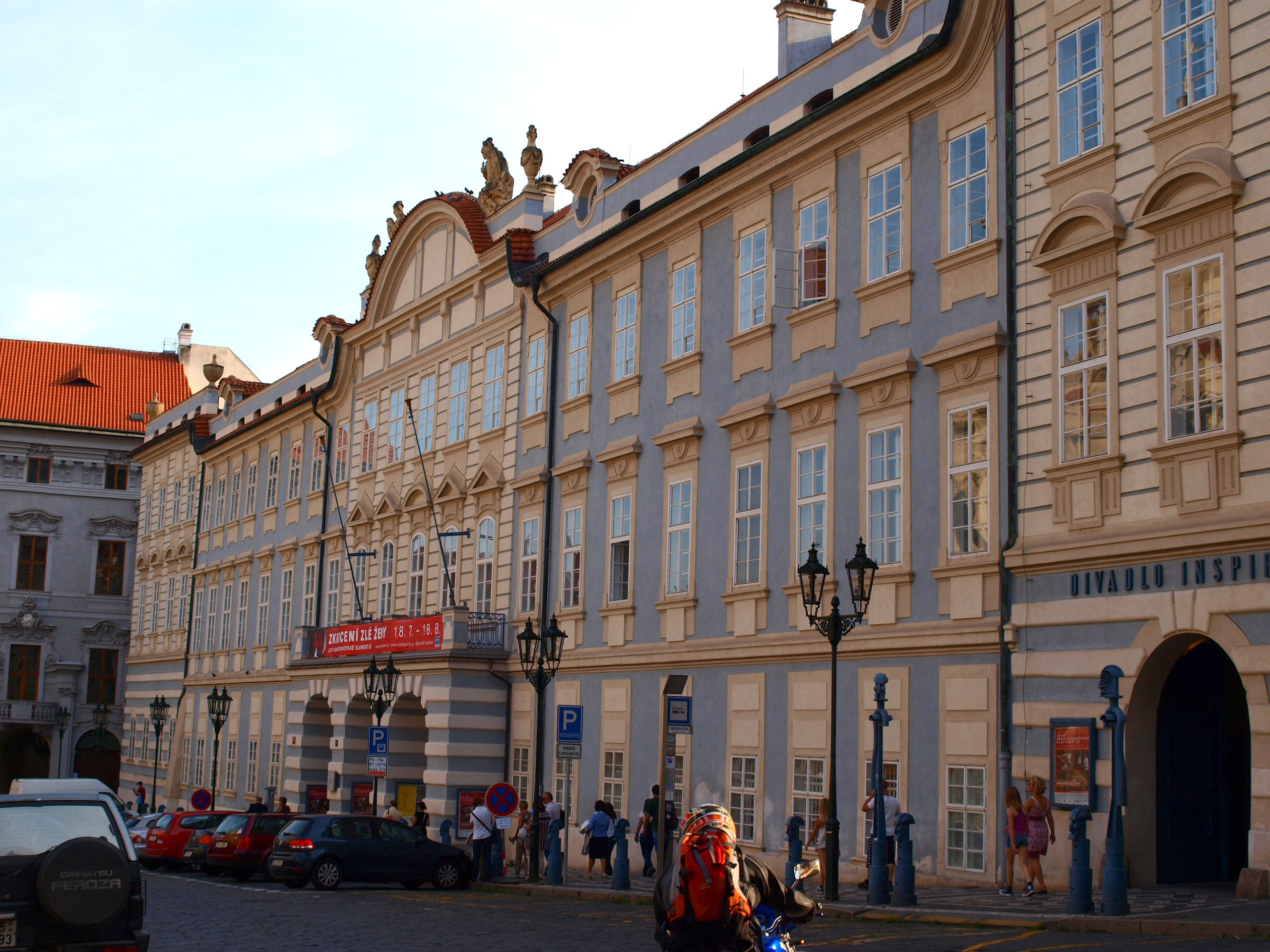
Palais Liechtenstein
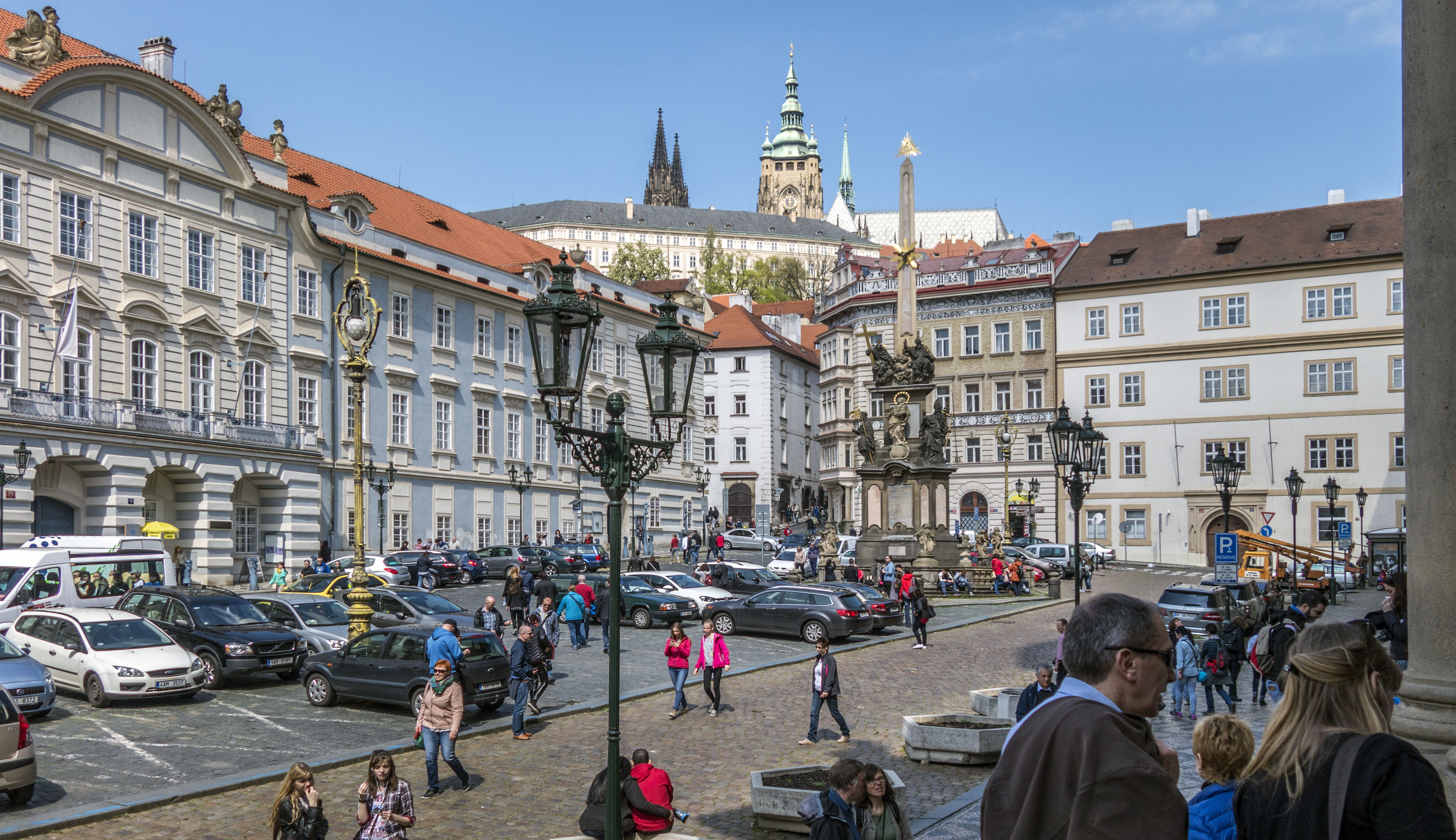
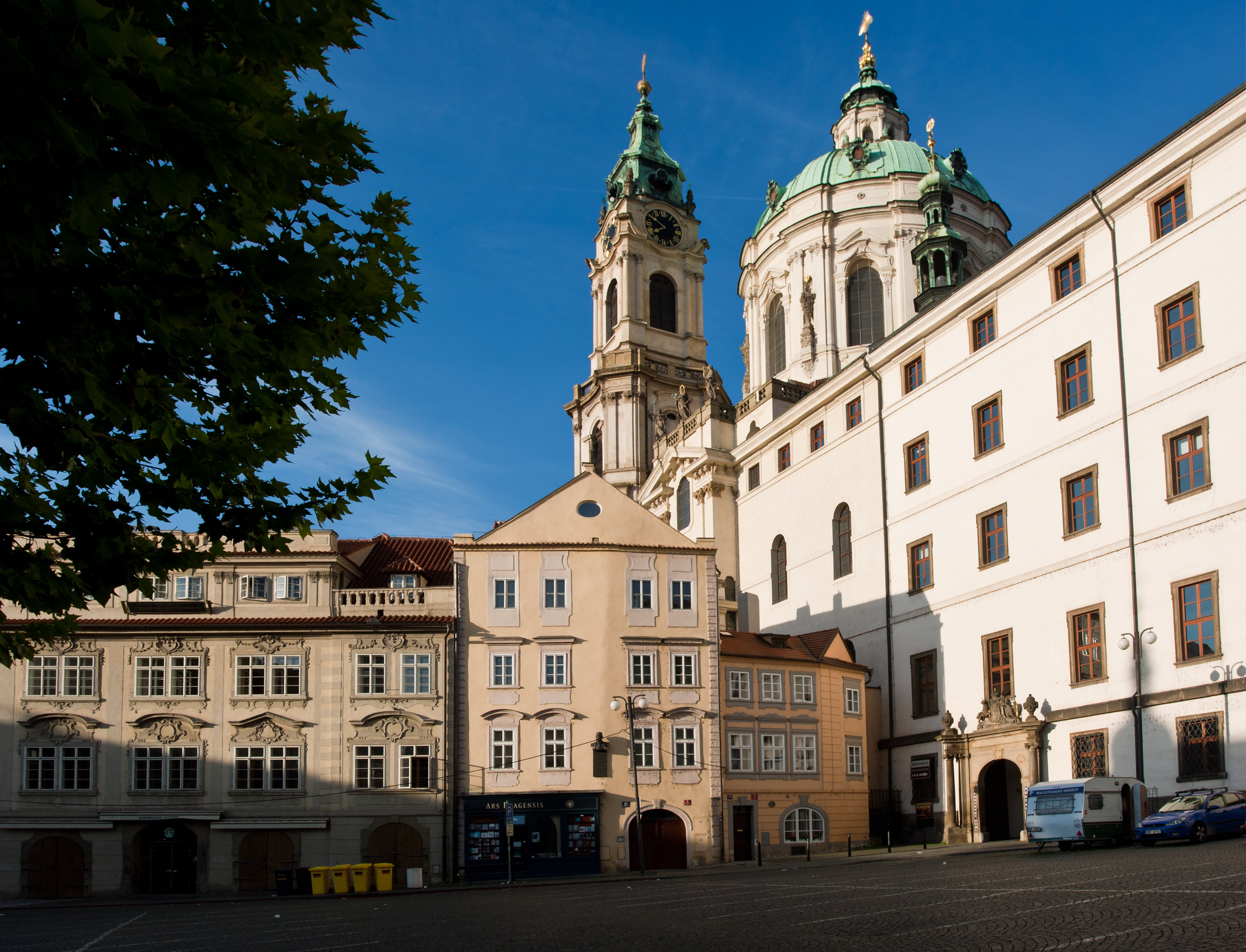
Place inférieure, zone centrale : Collège des Jésuites (aujourd'hui partie de l'Université), la tour et le dôme de l'église Saint-Nicolas